# Glocken- und Stadtmuseum (Apolda)
Eine klassizistische Fabrikantenvilla in der Apoldaer Bahnhofstraße beherbergt sowohl das Glockenmuseum als auch das Stadtmuseum. Das Glockenmuseum wurde 1952 gegründet; die Ausstellung umfasst die Themen Glockenarchäologie, die Entwicklung der europäischen Turmglocke, die Technologie des Glockengusses, die Apoldaer Gießereien sowie außereuropäische Glocken.
Die erste stadtgeschichtliche Ausstellung war bereits 1951 im neuen Museumsgebäude eröffnet worden. Seit Ende der 1950er Jahre liegt der thematische Schwerpunkt des Stadtmuseums auf der Darstellung der örtlichen Textilindustrie. Am Beispiel des Werdeganges eines renommierten Unternehmens werden die Höhen und Tiefen dieses Industriezweiges dargestellt. Eine Vielzahl von Maschinen, Mustern und Bekleidungsstücken veranschaulicht den Entwicklungsprozess, der sowohl die Stadt als auch ihre Bürger prägte.
Zum Zwecke der Sanierung des Gebäudes wurde das Museum im Januar 2024 geschlossen. Die Eröffnung eines Interimsmuseums (Übergangsmuseum) im Apoldaer Eiermannbau in der Auenstraße 11 fand am 25. Mai 2024 statt.

## Zur Geschichte des Hauses
1854 ließ der Verleger Wilhelm Junge in der Bahnhofstraße ein großes Wohnhaus bauen, dem er 1857 ein Lagerhaus hinzufügte. Doch bereits 1859 bot man in einer Konkursanzeige die Gebäude zur Versteigerung an. Eine weltweite Handelskrise hatte auch Apolda erfasst und verursachte zahlreiche Bankrotte unter den Verlegern.
1860 erwarb Franz Kreiter, Mitinhaber des zu dieser Zeit größten Verlegergeschäftes der Stadt, der Firma „Chr. Zimmermann & Sohn“, Gebäude und Grundstück. Seine Tochter Pauline, verheiratet mit dem Prokuristen dieser Firma, Anton Brandes, lebte mit ihrer Familie in dem Haus. Noch in ihrem Todesjahr 1924 verkauften ihre Erben das Gebäude an die Stadt Apolda.
Das Haus wurde für Wohnzwecke genutzt. Mieter waren u. a. auch Apoldaer Oberbürgermeister. Zeitweise waren Institutionen wie die Stadtbibliothek, das 2. Polizeirevier und das Kontor für russische Aufträge untergebracht. Das Apoldaer Adressbuch von 1949 verzeichnet 16 Mietparteien.

## Die Entwicklung der beiden Museen

### Die Anfänge im städtischen Heimatmuseum
1930 regte der Oberlehrer Karl Engelhardt die Gründung eines Heimatmuseums in Apolda an. Seine Idee fand zahlreiche Anhänger, und so wurde 1933 der Verein der „Freunde des Heimatmuseums e. V.“ gegründet. Noch im gleichen Jahr eröffnete der Verein das erste Museum Apoldas im Dachgeschoss der „Grauen Schule“ in der Ritterstraße (das Gebäude wurde 1964 abgerissen).
Den Grundstock dieses Museums bildeten Spenden der Apoldaer Bürger. Noch im Jahr der Eröffnung begann man sich um geeignetere Räume zu bemühen. 1934 stellte die Kirchgemeinde das Langhaus der Martinskirche mietfrei zur Verfügung, 1935 richtete der Museumsverein dort das neue Museum ein. Er präsentierte eine gegliederte Sammlung, wobei die Themen Glockenguss und Textilindustrie im Vordergrund standen. Museumsleiter wurde der Vorsitzende des Vereins, Richard Hanß (1890–1951).
Im Frühjahr 1945 wurde das Museum geschlossen und zu Ostern 1947 als „Städtisches Heimatmuseum“ wiedereröffnet. Zu diesem Zeitpunkt hatte der Kirchenvorstand bereits den Mietvertrag gekündigt. Ein Umzug des Museums erschien im Übrigen generell angeraten, denn die klimatischen Bedingungen des Kirchenraumes hatten sich negativ auf die Exponate ausgewirkt. 1951 wurden die Sammlungen aus der Martinskirche in das neue Museumsgebäude in der Bahnhofstraße umgelagert.
Im Juli selben Jahres wurde das neue Heimatmuseum mit der Sonderausstellung „5 Jahre Aufbau in Apolda 1945–1950“ eröffnet. Nach dem Tod von Richard Hanß im September 1951 übernahm Kurt Hübner die Leitung des Museums. Er war bereits an der Gestaltung der ersten Ausstellung beteiligt. Bis zum Herbst 1952 wechselten Ausstellungen unterschiedlicher Thematik. Die letzte Sonderausstellung des Jahres 1952 trug den Titel „Glockenguß und Glockenkunst“.

### Entwicklung des Glockenmuseums

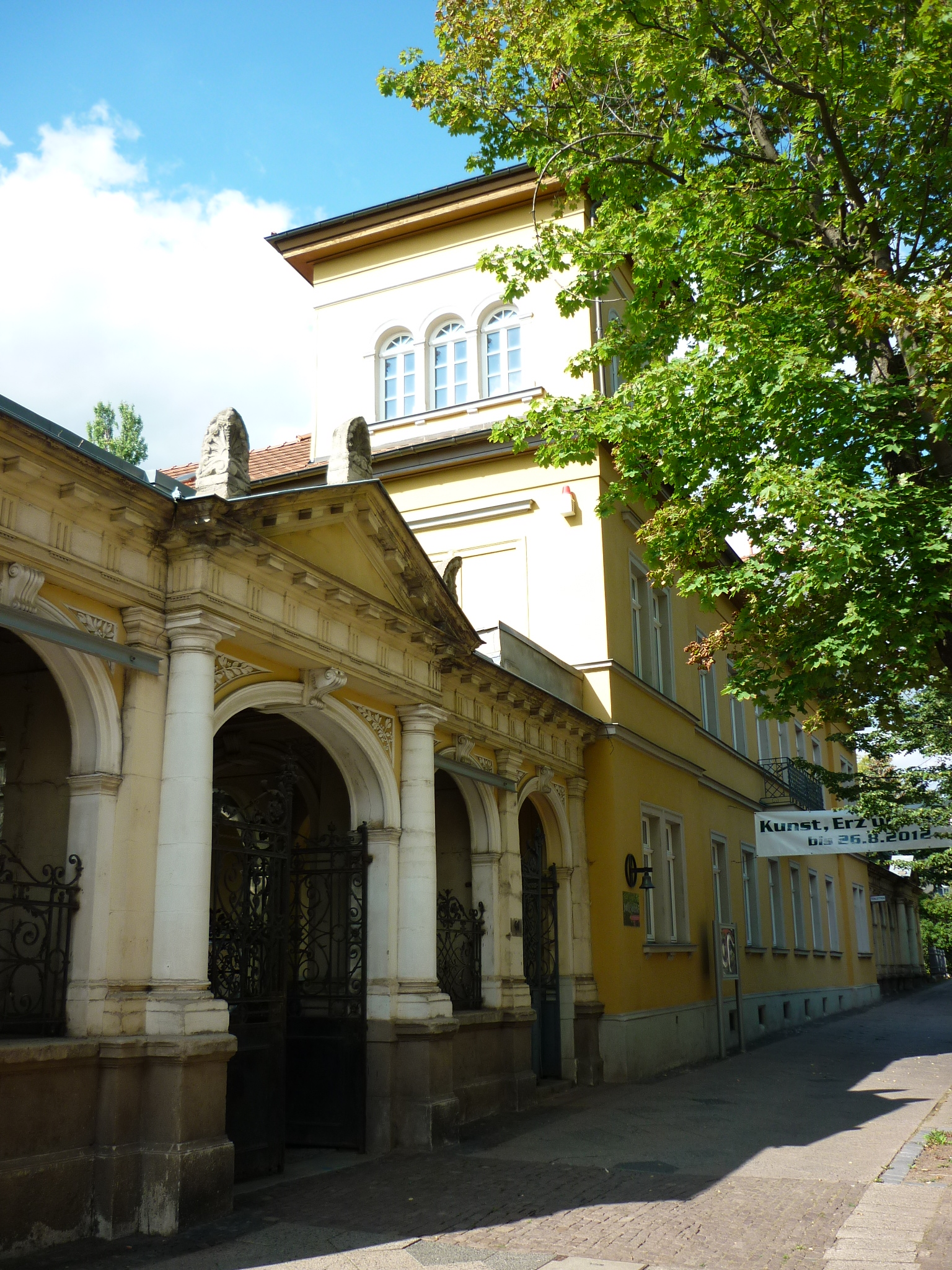
Blick zum Haupteingang

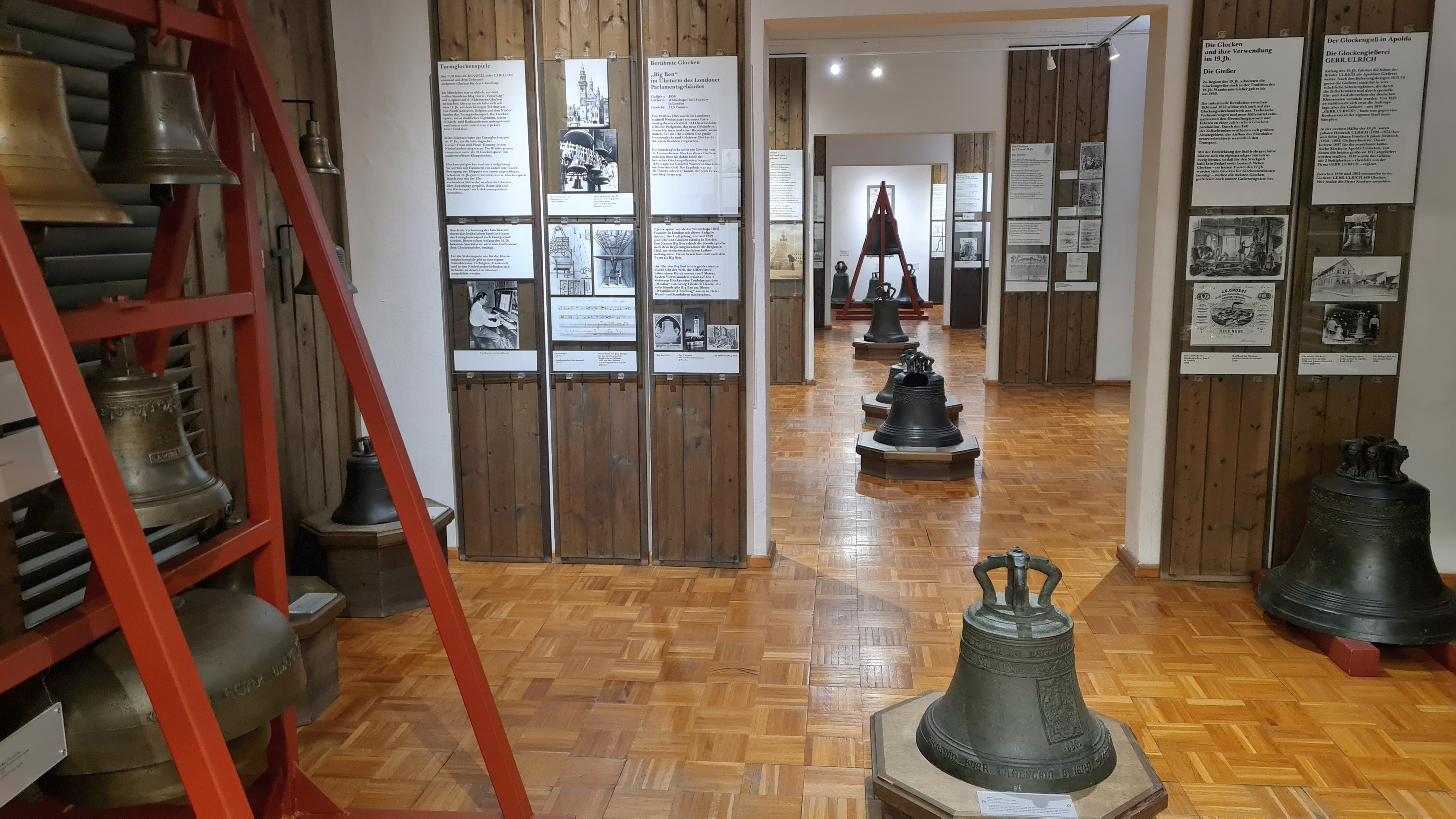
Ausstellungsbereich

„Glockenguß und Glockenkunst“ fand sowohl in der breiten Bevölkerung als auch in der Fachwelt große Resonanz. Sie bildete das Fundament für eine ständige Ausstellung zur Kulturgeschichte der Glocke von den Anfängen bis zur Gegenwart – das Glockenmuseum.
Im Jahr 1963 kamen durch Freizug einer Wohnung im Haus vier weitere Räume hinzu, welche ebenfalls zur Präsentation der Glocken genutzt wurden. Als Weiterbildungsstätte entwickelte sich das Museum schnell zum Anziehungspunkt für Gäste aus dem In- und Ausland. Als das einzige Museum seiner Art hatte es Bedeutung über die Ländergrenzen hinaus. Auch die Besucherzahlen aus den Schulen stiegen. Des Weiteren regte Franz Schilling an, eine Beispielsammlung für die Entwicklung des Glockenschmuckes anzulegen, um so Möglichkeiten der kunsthistorischen Auswertung des Materials auch für Studienzwecke zu erhalten.
Das Apoldaer Glockenmuseum war und ist ein Spezialmuseum für Glocken und Glockenkunde. Um die Ausstellungsstücke mit der größten Wirkung zu präsentieren, waren bauliche Veränderungen nötig. Mit der Anschaffung moderner Vitrinen konnte ein höheres Niveau in der Präsentation erreicht werden. Franz Schillings und Kurt Hübners Bemühungen waren schlussendlich doch von Erfolg gekrönt.
1987 wurde das Museum vorübergehend geschlossen, da eine neue Aufgliederung der Räume und eine neue Rundgangsgestaltung erfolgte. Die Informationen in Text und Bild wurden erweitert. Außerdem kamen neue Exponate hinzu. 1987 und 1989 konnte diese Neugestaltung unter den gegebenen Voraussetzungen, fehlenden Bilanzen und Kapazitäten nicht durchgeführt werden. Am 4. Oktober 1992 ist das Museum nach einer umfangreichen Erweiterung und Umgestaltung durch die damalige Museumsleiterin Heike Schlichting wiedereröffnet worden. Seit der Umgestaltung dürfen die Besucher die ausgestellten Glocken auch anfassen und anschlagen. Vom 22. Januar 2009 bis zum Herbst 2022 war Rena Erfurth die Museumsleiterin. Zum 15. Mai 2023 übernahm Klemens Petukat die Stelle des Museumsleiters.

## Dauer- und Sonderausstellungen, Veranstaltungen

### Dauerausstellung Glockenmuseum

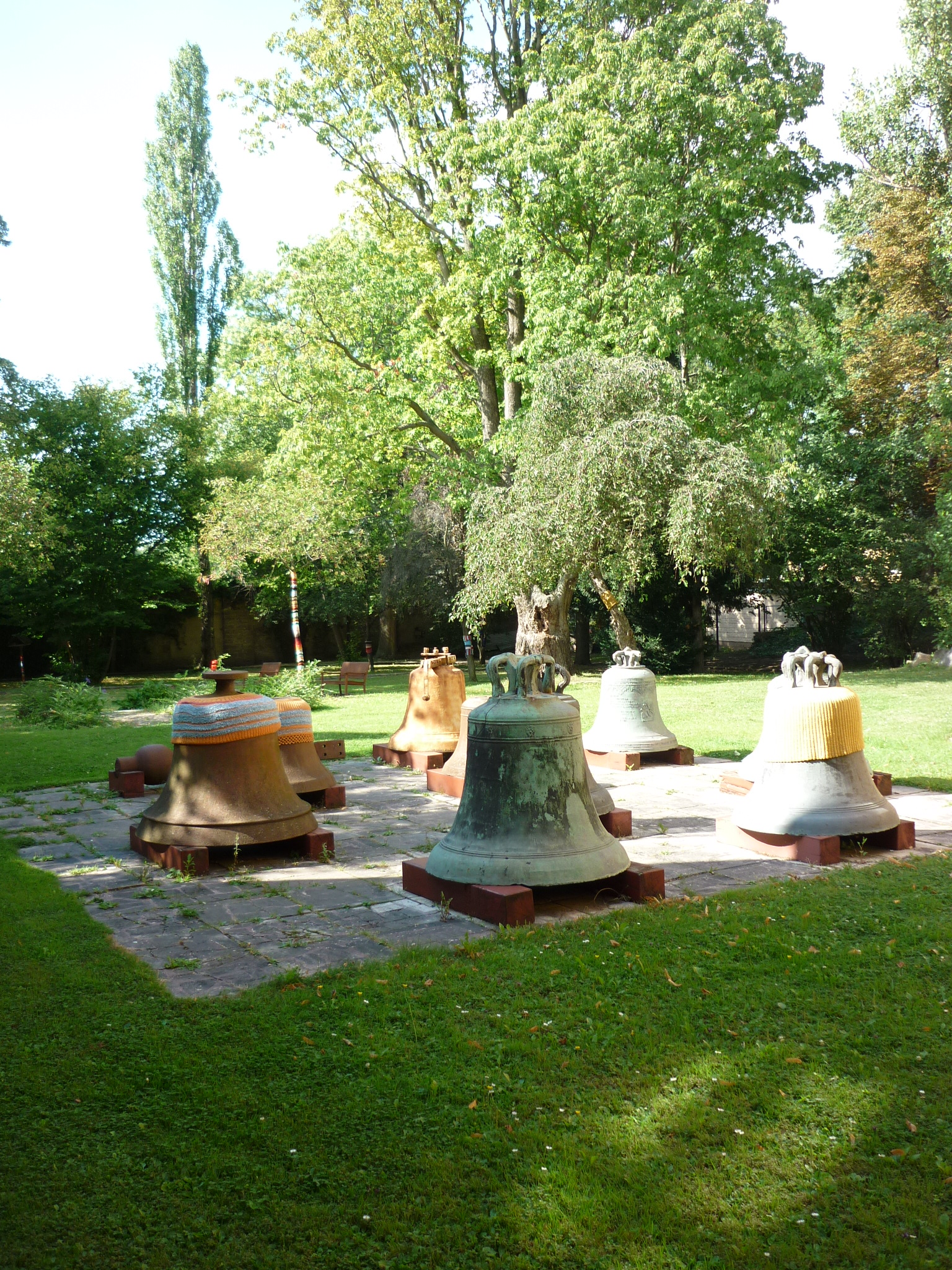
Glocken im Museumsgarten

Das Glockenmuseum zeigt die Kultur- und Technologiegeschichte der Glocke von den Anfängen bis zur Gegenwart. Es ist in fünf Abteilungen gegliedert:
- Glockenarchäologie
- Entwicklung der europäischen Turmglocke
- Herstellung von Glocken, der Transport und das Läuten
- außereuropäische Glocken
- Glocken in Kunst, Musik, Sprache und Literatur

In der Ausstellung werden ungefähr 50 Turmglocken, Hand- und Tischglocken, Tierglocken, Uhrglocken und Schiffsglocken gezeigt. Des Weiteren werden Joche, Klöppel, Werkzeuge für den Guss sowie Abgüsse und Graphitabreibungen von Glockenverzierungen präsentiert. Außerdem gibt es Informationen zu den Aufgaben der Glocken, über die Apoldaer Glockengießereien und die berühmtesten Glocken weltweit. Die meisten Ausstellungsstücke dürfen berührt und angeschlagen werden. Der Rundgang wird durch Glockenmusik untermalt.

### Dauerausstellung Stadtmuseum

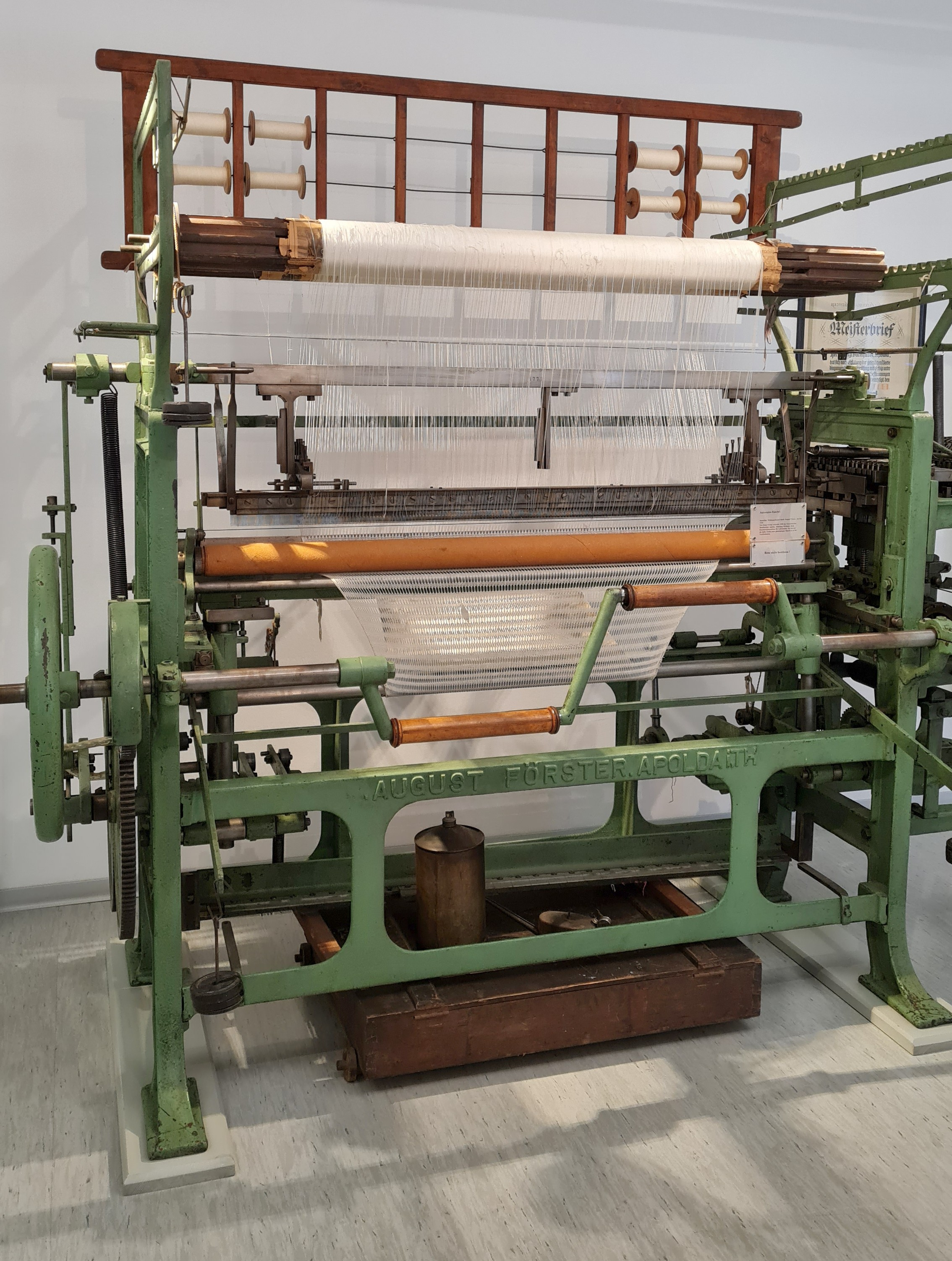
Automaten-Raschel der Wirkmaschinen-Fabrik August Förster, Apolda (1928)

Das Stadtmuseum erfasst in seiner Ausstellung den Zeitraum von der ersten Erwähnung eines Strickers in Apolda im Jahr 1593 mit David, dem Strickermann, bis zur politischen Wende von 1989/1990. Am Beispiel des Unternehmens „Christian Zimmermann & Sohn“ werden die Höhen und Tiefen in der Entwicklung des Industriezweiges besonders dargestellt. Bekleidungsstücke und Stoffmuster belegen die Vielfalt des Materials sowie die Kreativität der Mustermeister und Direktricen. Eine Vielzahl von Maschinen veranschaulicht die Technologie der Maschenwarenherstellung und die Vor- und Nachbereitung von Garnen und Produkten.
Im ersten Raum wird der Übergang vom Handstricken zur Arbeit am Wirkstuhl sowie die Herausbildung des örtlichen Strickergewerbes dargestellt. In den Räumen 2 und 3 wird die Entwicklung des Ortes zur bedeutendsten Handels- und Fabrikstadt des Großherzogtums im 19. Jahrhundert dokumentiert. Zwischen den Jahren 1865 und 1890 entwickelten sich aus Schlosserwerkstätten die ersten Unternehmen des Textilmaschinenbaus. Das Nebeneinander von Werkstattarbeit beziehungsweise Hausindustrie einerseits und Fabrikarbeit andererseits in der Wollwarenfabrikation wird ausführlich beschrieben. Im vierten Raum werden die Zeitabschnitte 1914 bis 1945 sowie 1945 bis 1990 behandelt. Es werden die Auswirkungen von Inflation, Weltwirtschaftskrise und Krieg auf die Apoldaer Textilindustrie sowie die Entwicklung zur Planwirtschaft und zur Massenproduktion in der DDR – Zeit aufgezeigt. Ein Desiderat bleibt die Dokumentation über die Indienststellung Apoldaer Glocken für die Ideologie der NSDAP. Im Jahr 2020 wurden die gesamten Exponate der "Museumsbaracke Olle DDR", nach deren Schließung, übernommen. Bis zum Um- oder Erweiterungsbau des Museums werden immer wieder Teilausstellungen des Gesamtkonvoluts gezeigt. Eine vollständige Zurschaustellung geben die Räume derzeit nicht her.

### Sonderausstellungen

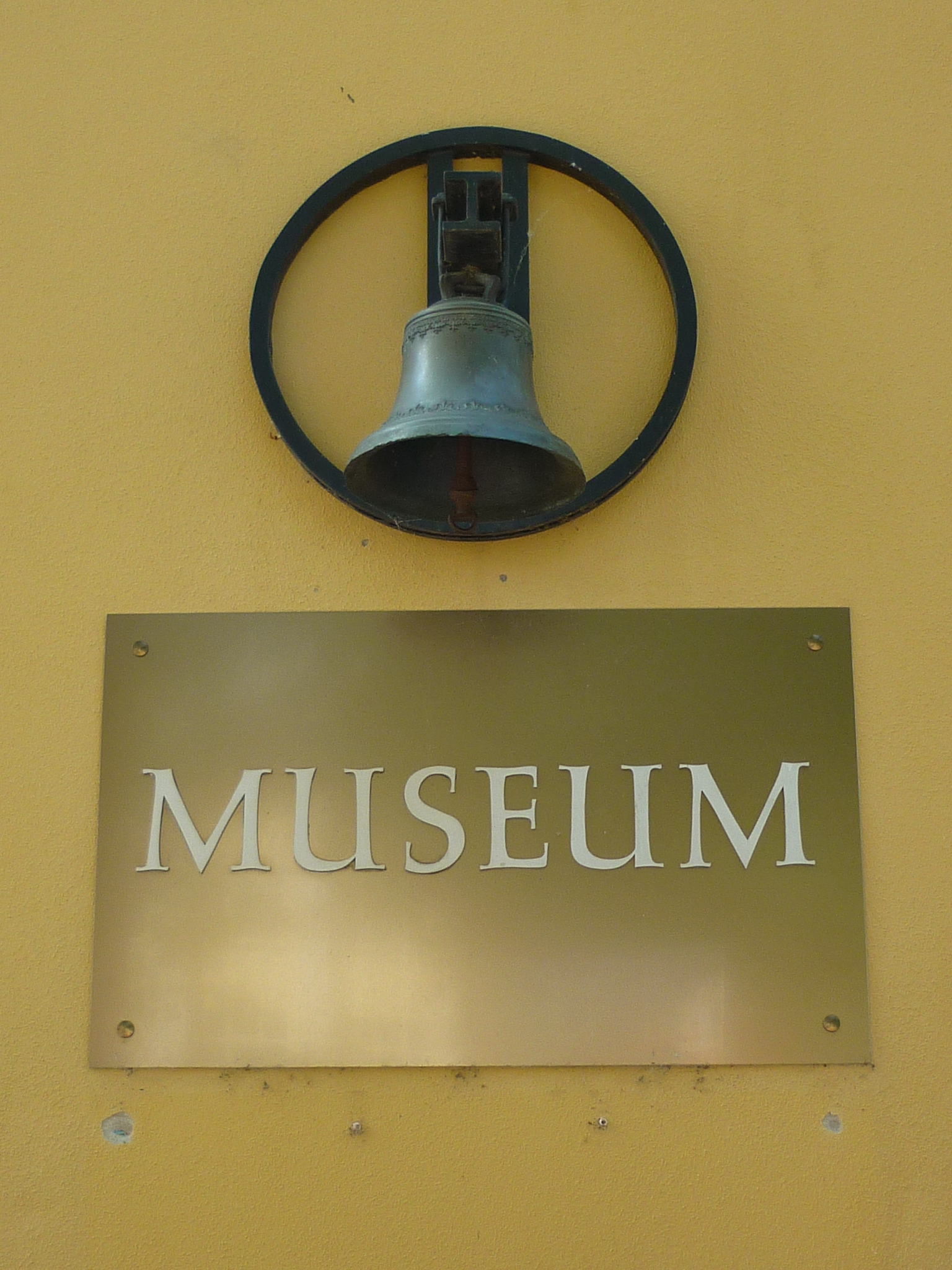
Schild am Haupteingang

Seit dem Jahr seiner Eröffnung finden im Museum regelmäßig Sonderausstellungen statt, welche den Besuch der ständigen Ausstellung ergänzen bzw. erweitern. Es werden Kunstausstellungen, Privatsammlungen sowie Besonderheiten der örtlichen Geschichte auf einer Fläche von ungefähr 100 m² gezeigt. Seit 1993 beinhaltet das Ausstellungskonzept des Museums verstärkt stadtgeschichtliche Themen. So gab es u. a. größere Sonderausstellungen zu den Themen
- „Vom Strumpf zur Obertrikotage – 400 Jahre Apoldaer Wirker- und Strickergewerbe“
- „150 Jahre Eisenbahn in Apolda“
- „150 Jahre Postgeschichte“
- „100 Jahre Piccolo aus den Apollo-Werken“
- „Zur Geschichte des Dobermanns“
- „Spazierfahrt durch Apolda“
- „100 Jahre Michel-Katalog“
- „Apoldaer Schlager – Tücher, Fichus und „Indische Hauben“ aus der Textiliensammlung des Museums“

An den großen Themenjahren wie beispielsweise „Deutsch-Französisches Jahr (2006)“ und „Bauhausjahr (2009)“ beteiligten sich das Glockenmuseum und das „Kunsthaus Apolda Avantgarde“ mit entsprechenden Ausstellungen und Veranstaltungen. Seit 2009 werden die Ausstellungen beider Häuser gemeinsam beworben, so z. B. durch Flyer, Plakate und eine Kombikarte.
- „Die Nasen Die Bösen Die Bunten – Hommage an die Bauhausbühne das Weimarer Figurentheater gnadenlos schick“ (2009)
- „Margaretha Reichardts Schüler“ (2009)
- „ETIKETTEN KULT“ (2011)
- „Himmlische Boten – Engel als Glockenzier“ (2011) Glocke & Kanone

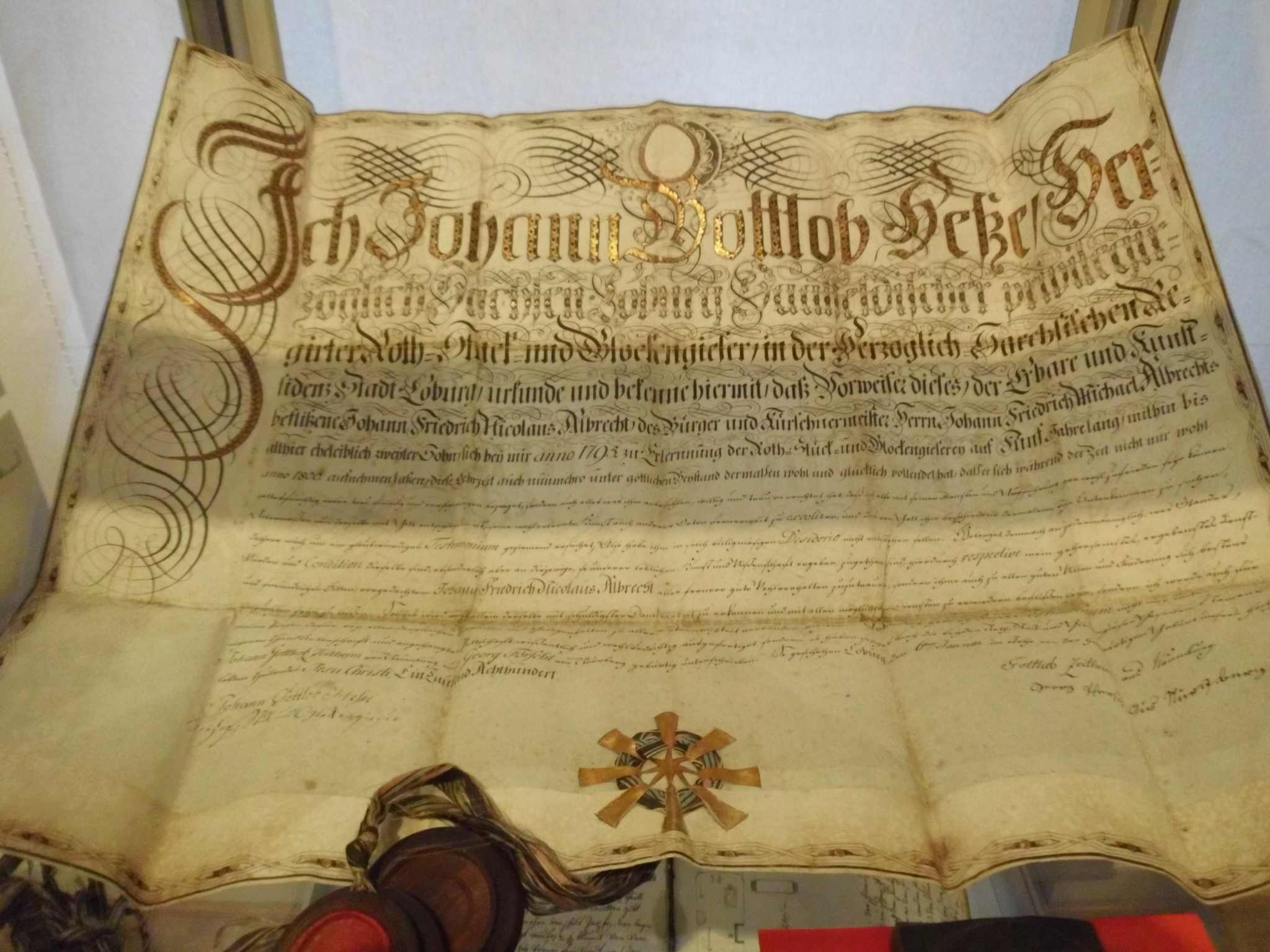
Glocke & Kanone

- „Island – mythisch, musisch und spannend“ (2012)
- „Kunst, Erz und Klang“ (2012)
- „Goldenes Myanmar – Faces of the World“ (2013)
- „Campanula – die Glockenblume“ (2013)
- „meine „Eremitage“ -Zeichnungen, Malerei und Objekte von Christine v. d. Heide-Schneider“ (2014)
- „phantastisch, impulsiv, kurios  - Perspektiven weiblicher Mode“(2014)
- „Die ehernen „Schwestern“ – Glocke und Kanone“ (2014)
- „Faszination Afrika“ (2015)
- „Vier Appolds in Apolda“ (2015) Vier Appolds in Apolda

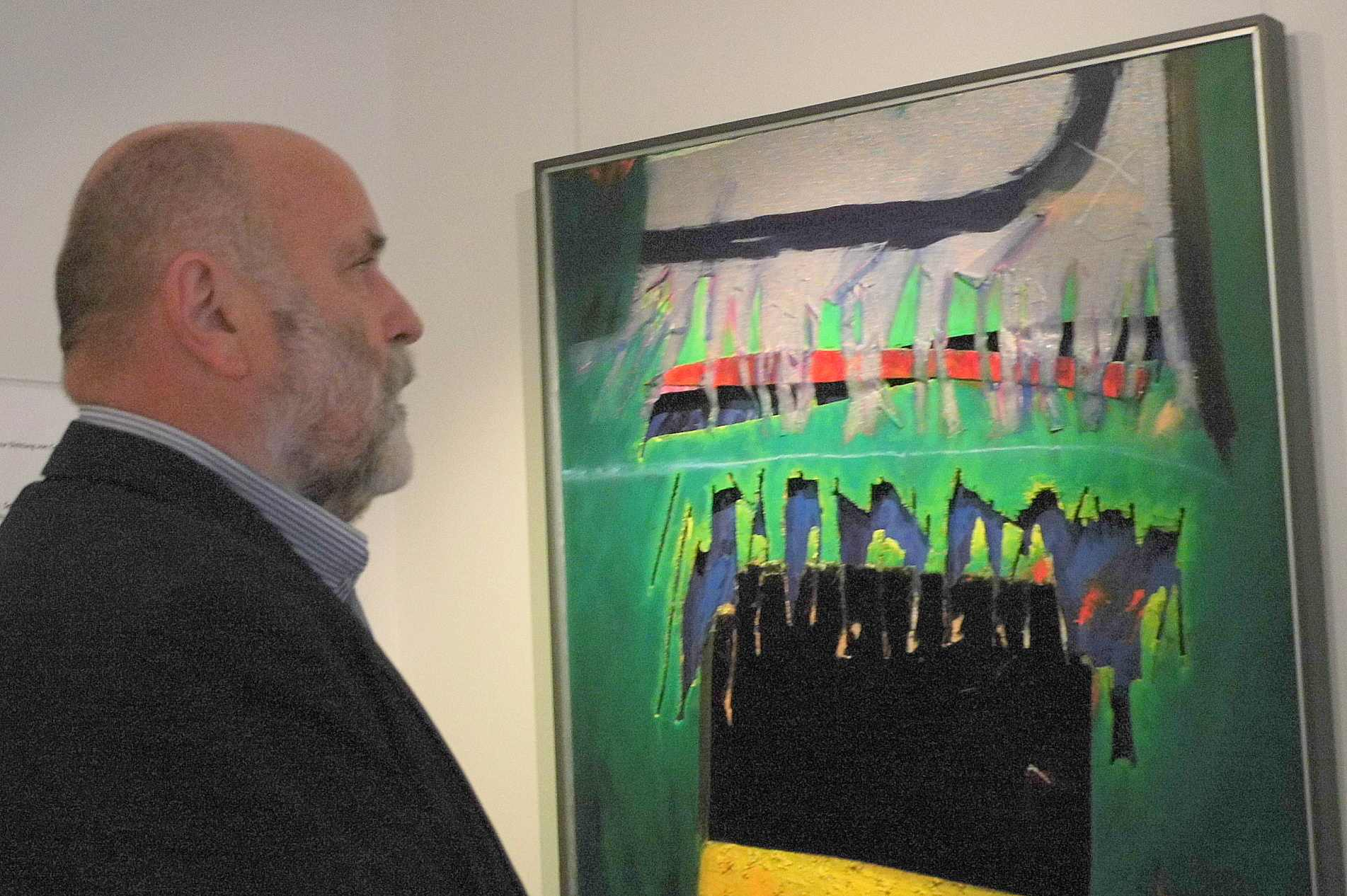
Vier Appolds in Apolda

- „Change ringing – eine besondere Art des Glockenläutens“ (2015)
- „Kühn, bunt und frech in Form, Farbe und Dekor – Die moderne Blumenvase der 1950er-Jahre“ (2015)
- „Manns-, Weibs- und andere Bilder - Fotografien von Monika Neumann und Matthias Eckert“ (2015)
- „Diva Hutnadel - Ein fast vergessenes Accessoire“ (2016)
- „Wie kommt der Kaktus in die Mode“ (2017)
- „Aus Grau wird Grün – Gärten und Parks in Apolda“ (2017)
- "Ein Hauch von Hollywood – was einst den Stars gehörte" (2017)
- „Neues aus Apoldaer Künstlerateliers – Sabine Brodowski, Gerd Buschendorf, Gerd Schnetter und Rüdiger Bahr-Liebeskind“ (2018)Neues aus Apoldaer Künstlerateliers

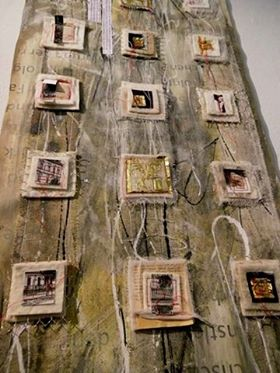
Neues aus Apoldaer Künstlerateliers

- „Auf die (Berg)Spitze getrieben - Apoldaer auf den Bergen der Welt“ (2018)
- „UhrZeit – Ohne Apolda dreht sich kein Rädchen / Uhren aus Ruhla-Glashütte-Weimar“ (2018)
- „Traumstädtchen“ (2019)
- „Tracking Talents“ (2019)
- Margarete Schilling: 100 Jahre künstlerisches Notgeld aus einigen deutschen Städten, Apolda 2021
- „Reiseland DDR“: Teilausstellung der 15.000 Exponate der Museumsbaracke „Olle DDR“, Apolda 2022

### Veranstaltungen

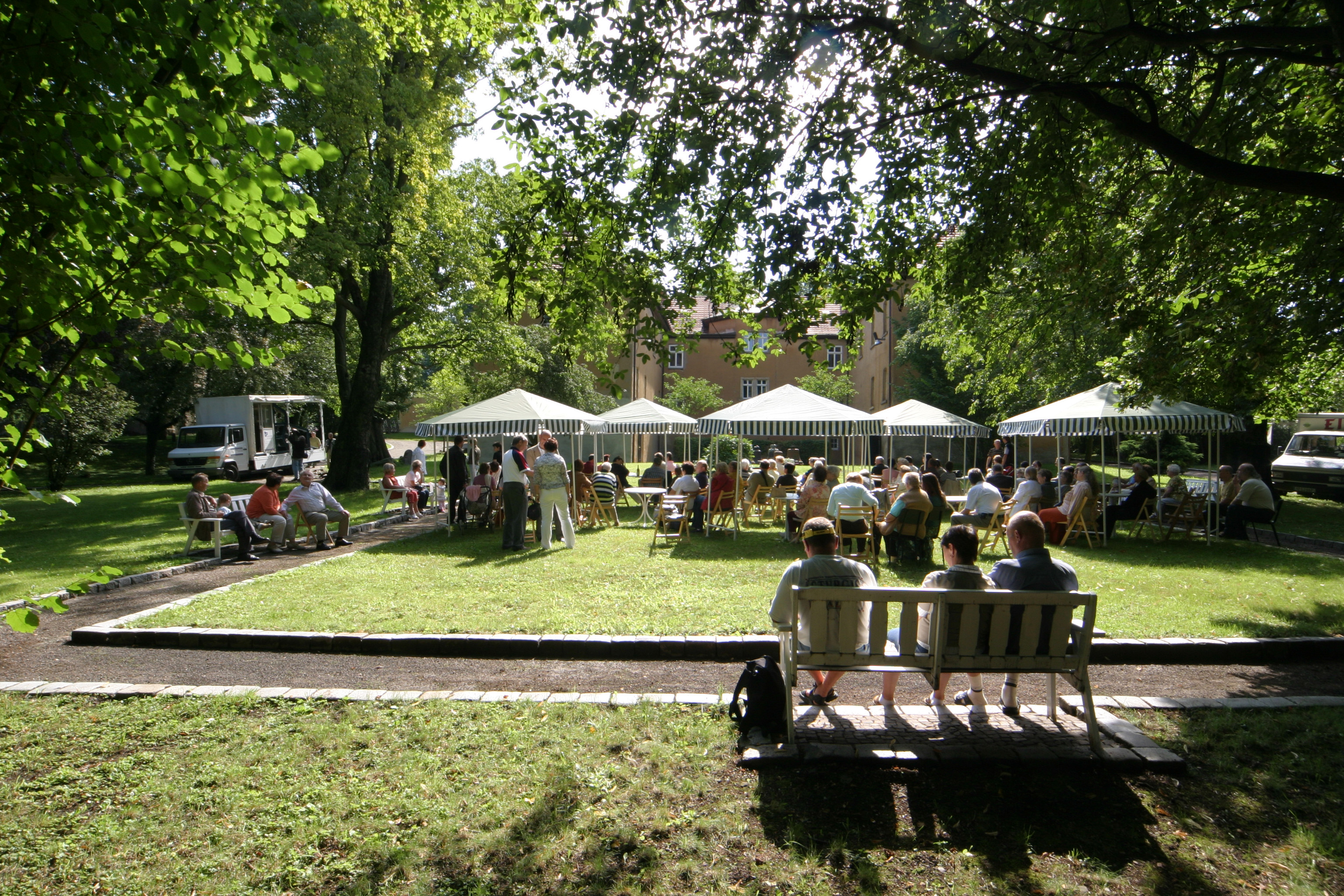
Sommerkonzert im Museumsgarten

Themenbezogene Veranstaltungen zu den Sonderausstellungen, Vorträge und Konzerte im Museumsgarten ergänzen das Ausstellungsprogramm. Die „Gelben Montage“ sind seit der ersten Veranstaltung bereits ein fester Bestandteil im Kulturkalender der Stadt.

### Freundeskreis des Museums
Am 2. Juli 2011 fand das erste Treffen des neuen Freundeskreises in den Räumen des Museums statt. Eingeladen waren alle interessierten Bürger sowie Unternehmen aus Apolda. Hauptanliegen sind, das Museum bei der Planung und Durchführung von traditionellen und neuen Veranstaltungen zu unterstützen, Ausstellungsinhalte zu erweitern und aufzuarbeiten sowie durch Werbemaßnahmen und Öffentlichkeitsarbeit die Bekanntheit des Museums regional und überregional zu steigern.
Da der Freundeskreis keine feste Mitgliederstruktur wie ein Verein besitzt, ändert sich die Zusammensetzung von Treffen zu Treffen immer ein wenig. Somit besteht für Interessierte ständig die Möglichkeit, an den Zusammenkünften, welche immer am 1. Samstag des Monats stattfinden, teilzunehmen. Mit dem „Gelben Montag im Museum“ (Bezug nehmend auf den traditionellen Schließtag in Museen und die Farbe des Museumsgebäudes und des Veranstaltungsraumes) begann im Februar 2012 eine Veranstaltungsreihe in Kooperation von Freundeskreis und Museum. Angeboten werden Vorträge, Stadtrundgänge, Filmvorführungen und Ähnliches, wobei alles in Bezug zu den Themen Glocke, Textiles und Stadtgeschichte steht.

## Varia
- Anlässlich des Wechsels von Museumsleiterin Rena Erfurth in ihren Ruhestand Ende September 2022 veröffentlichte Margarete Schilling als persönliches Dankeschön für die langjährige vertrauensvolle Zusammenarbeit das Buch Glocken ade – Bilder o.k. mit dem Untertitel Für Rena Erfurth als Erinnerung an einige unserer Ausstellungen und Lesungen im Glocken-Museum Apolda (Format A3, mit 50 farbigen Arbeiten, Apolda 2022).[1]
- Anfang Juli 2021 verlängerten Margarete Schilling und ihr Sohn Dietmar Hauser den Leihvertrag mit dem Museum: Nach fast 70 Jahren Leihdauer für 22 Glocken sowie umfangreiches Material rund um Glocken bleiben diese Leihgaben für mindestens 20 Jahre – also bis ins Jahr 2041 – im GlockenStadtMuseum Apolda. Den Vertrag unterzeichneten für Apolda Bürgermeister Rüdiger Eisenbrand und Museumsleiterin Rena Erfurth.[2]
- Ebenfalls seit fast 70 Jahren stellt die Familie Schilling die Dauerausstellung Kulturgeschichte der Glocke kostenlos zur Verfügung.[3]
- Die älteste Kirchenglocke Thüringens steht im Glockenmuseum Apolda: Sie stammt aus der St.-Petri-Kirche in Aschara, geschaffen von Glockengießer Wolfgerus in der ersten Hälfte bis Mitte des 12. Jahrhunderts.[4]

## Impressionen

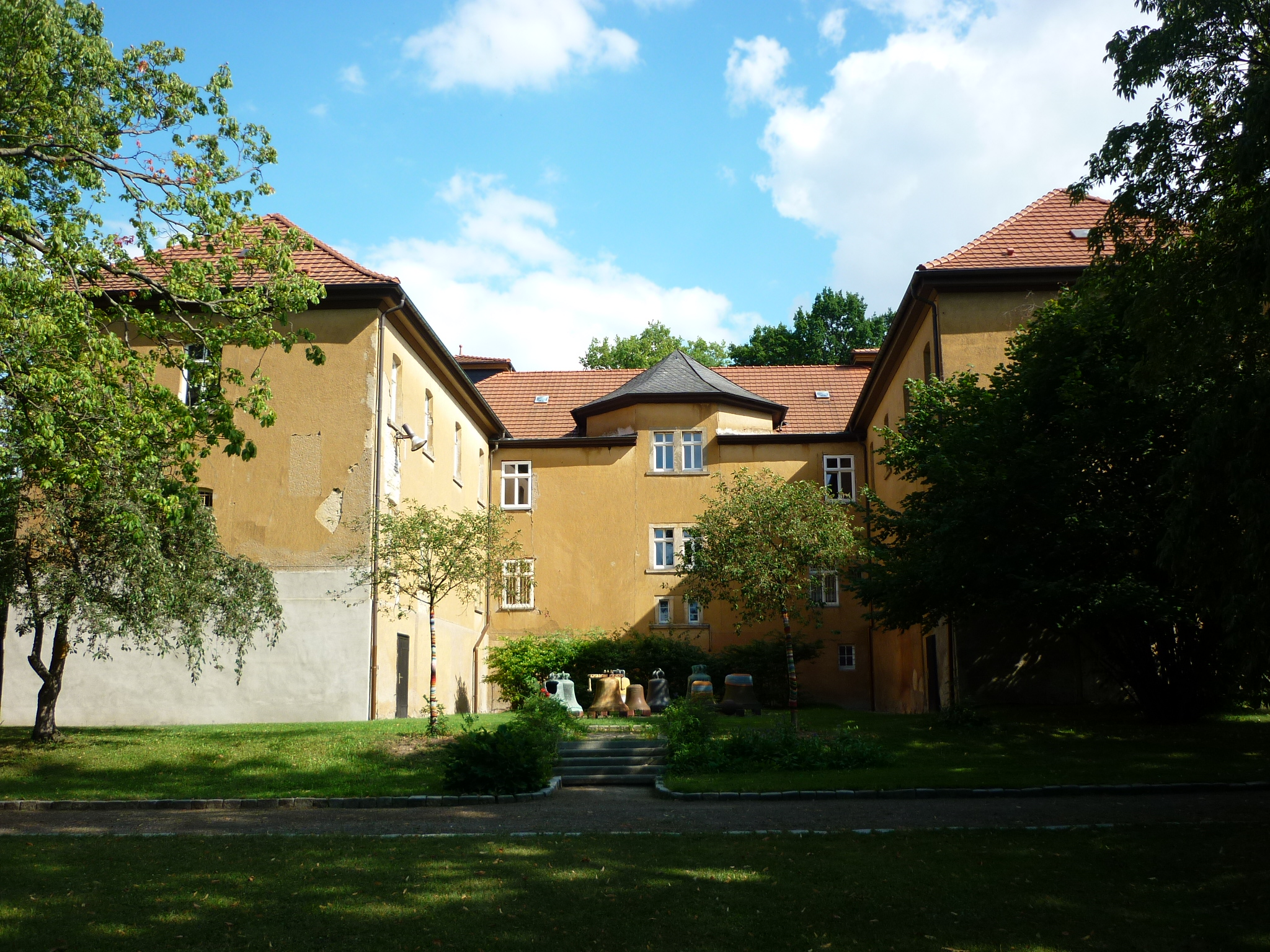
Rückansicht
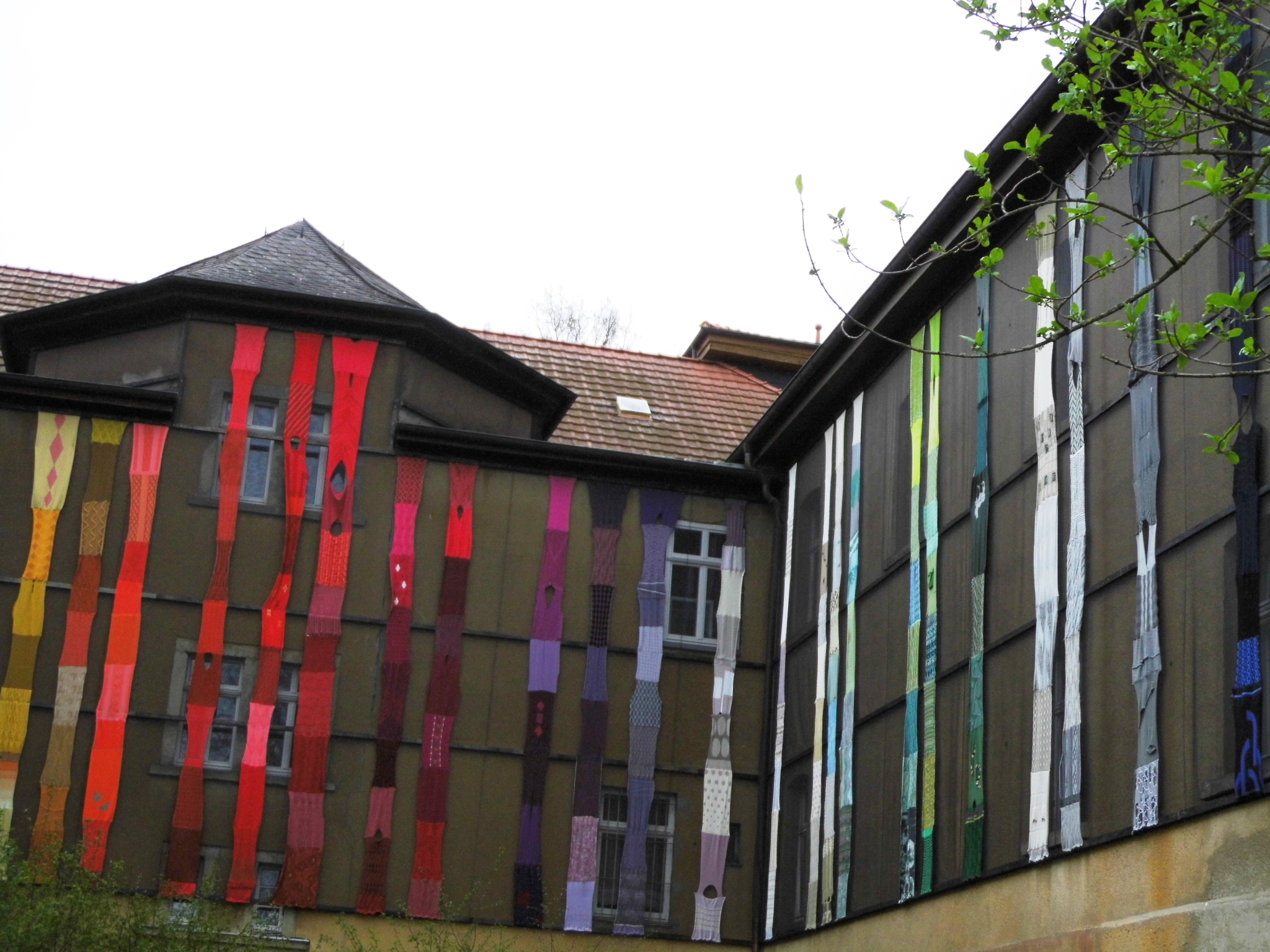
Roter Faden am GlockenStadtMuseum
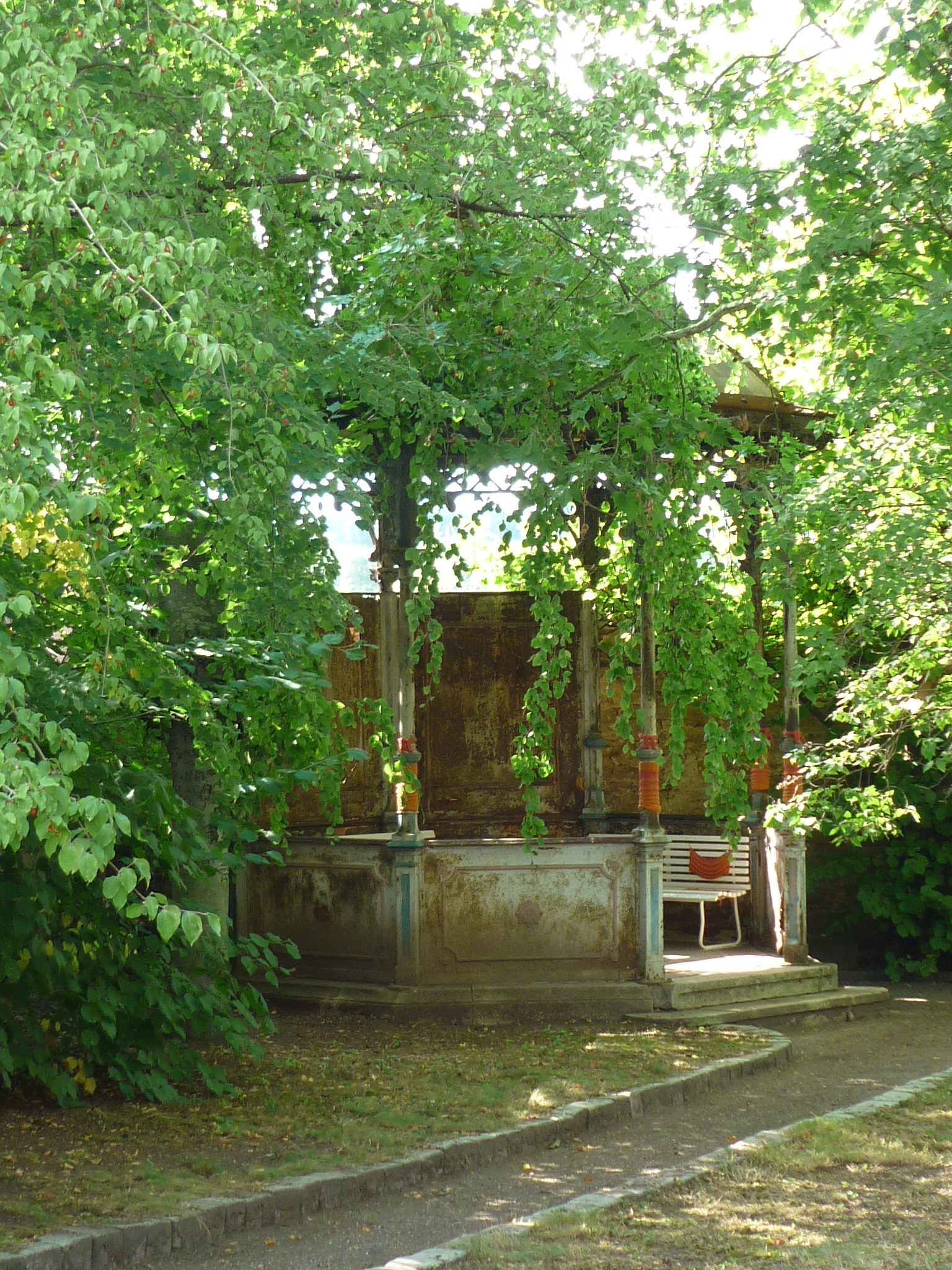
Pavillon im Park
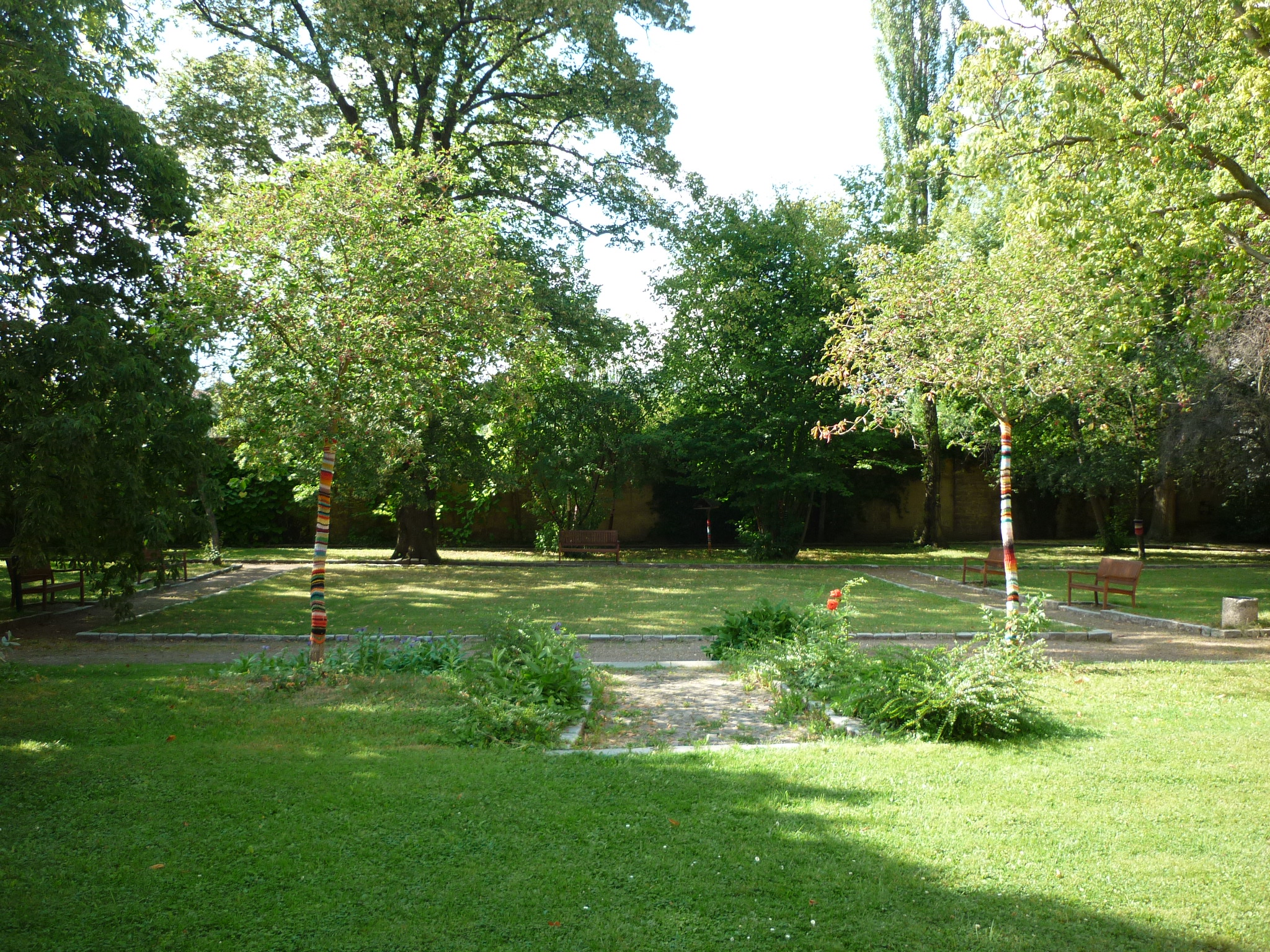
Museumsgarten
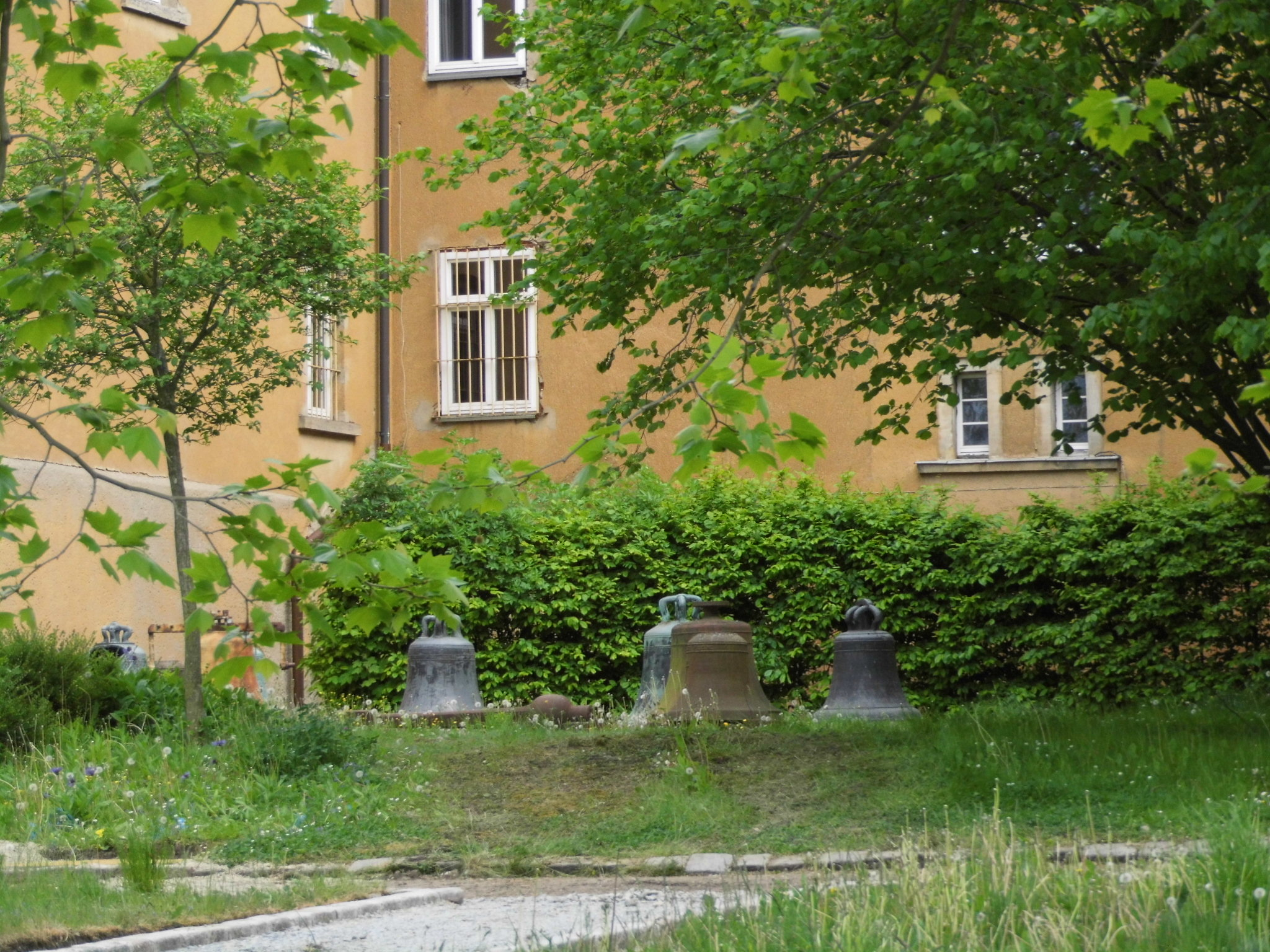
Glocken im Park
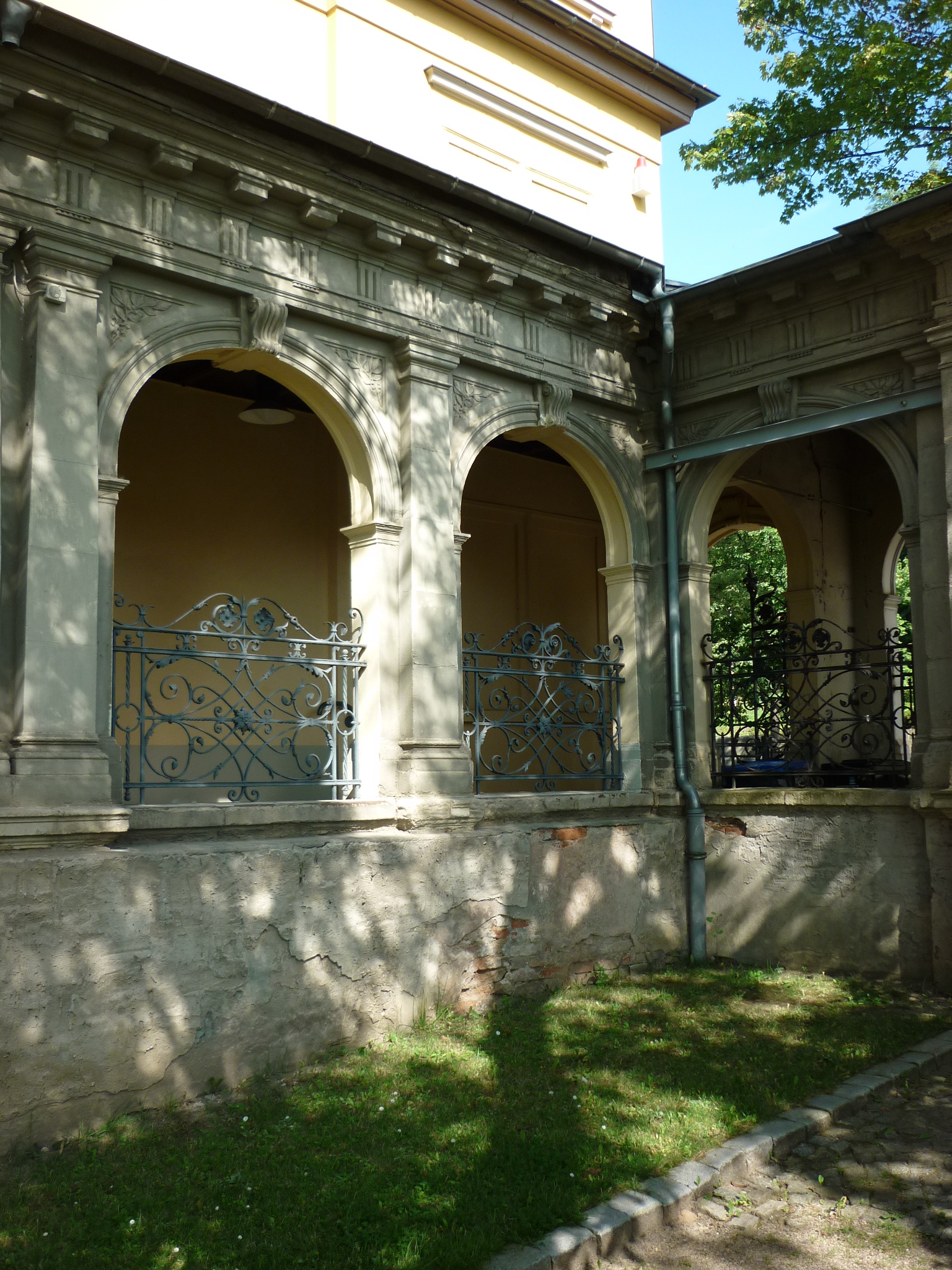
Kolonnaden linksseitig
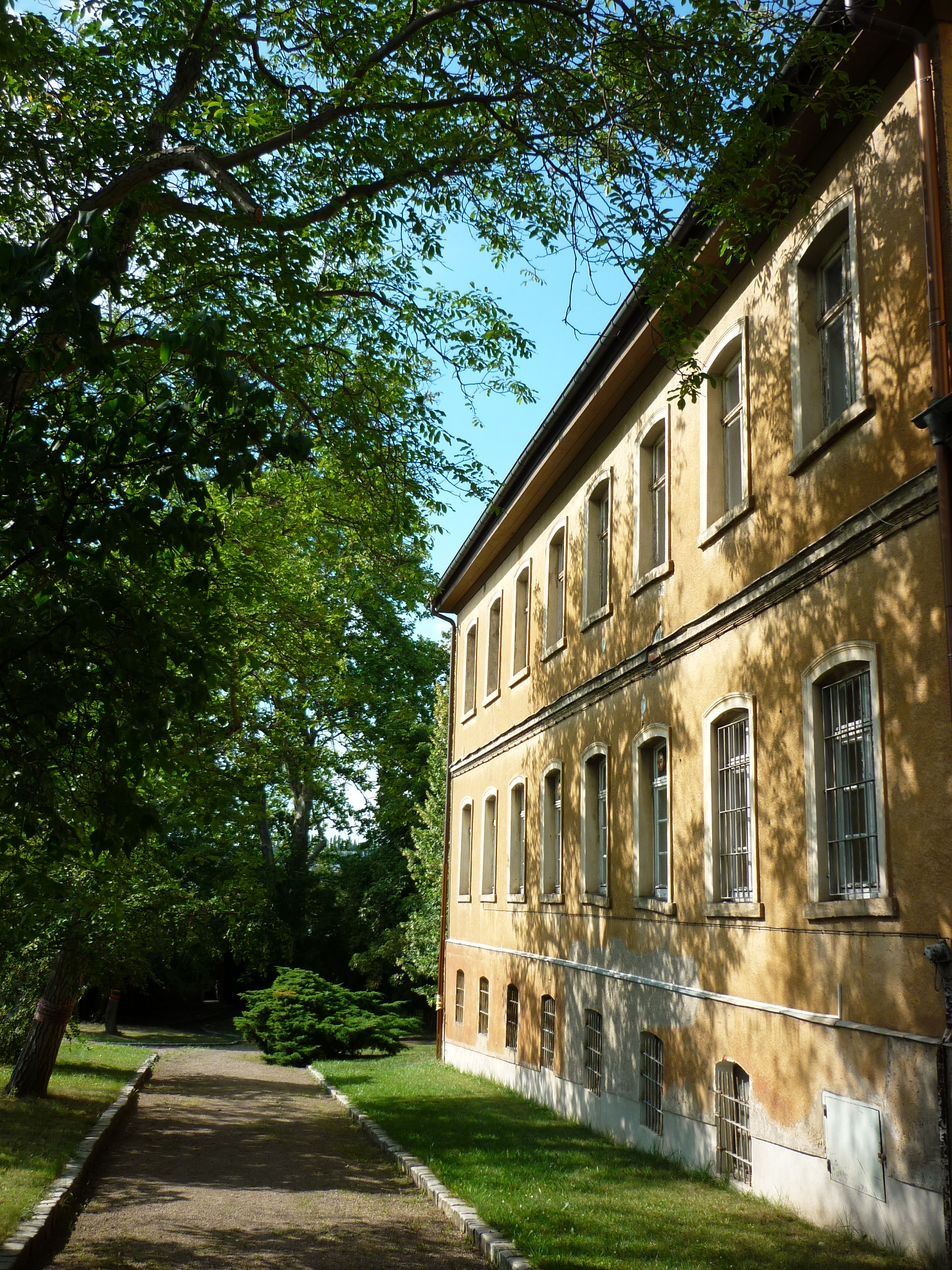
Linker Seitentrakt
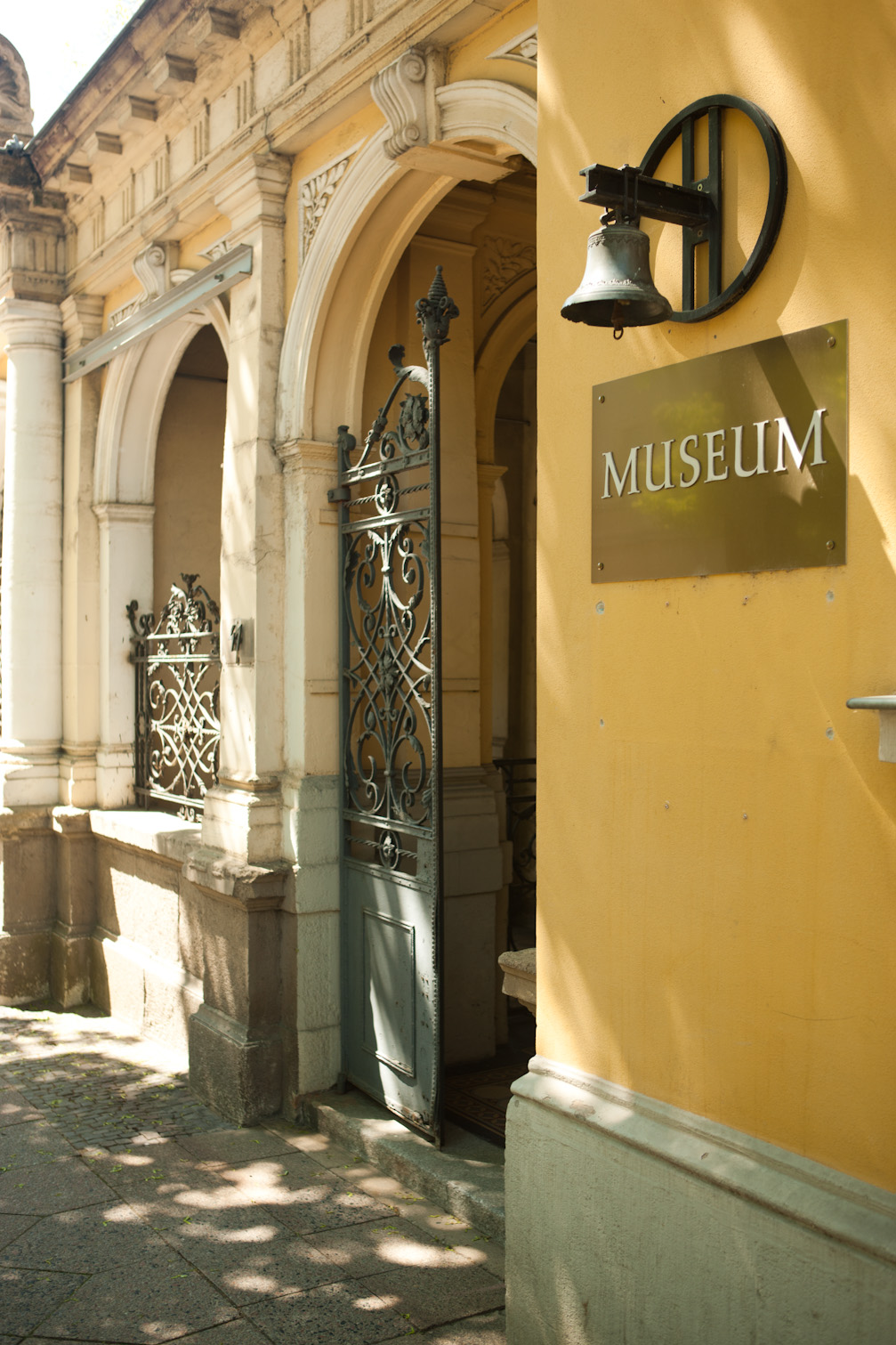
Museumseingang
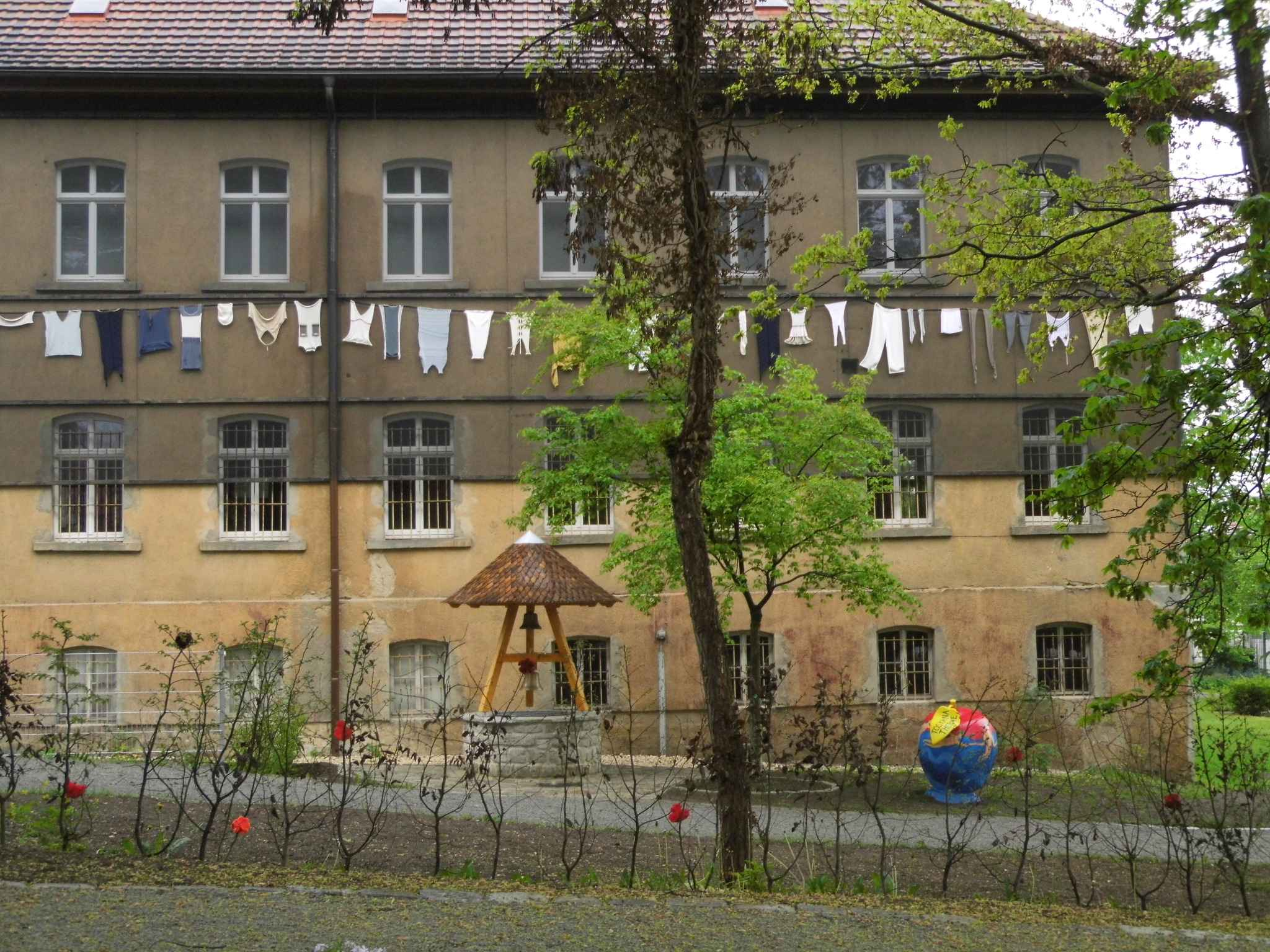
Maschenfest
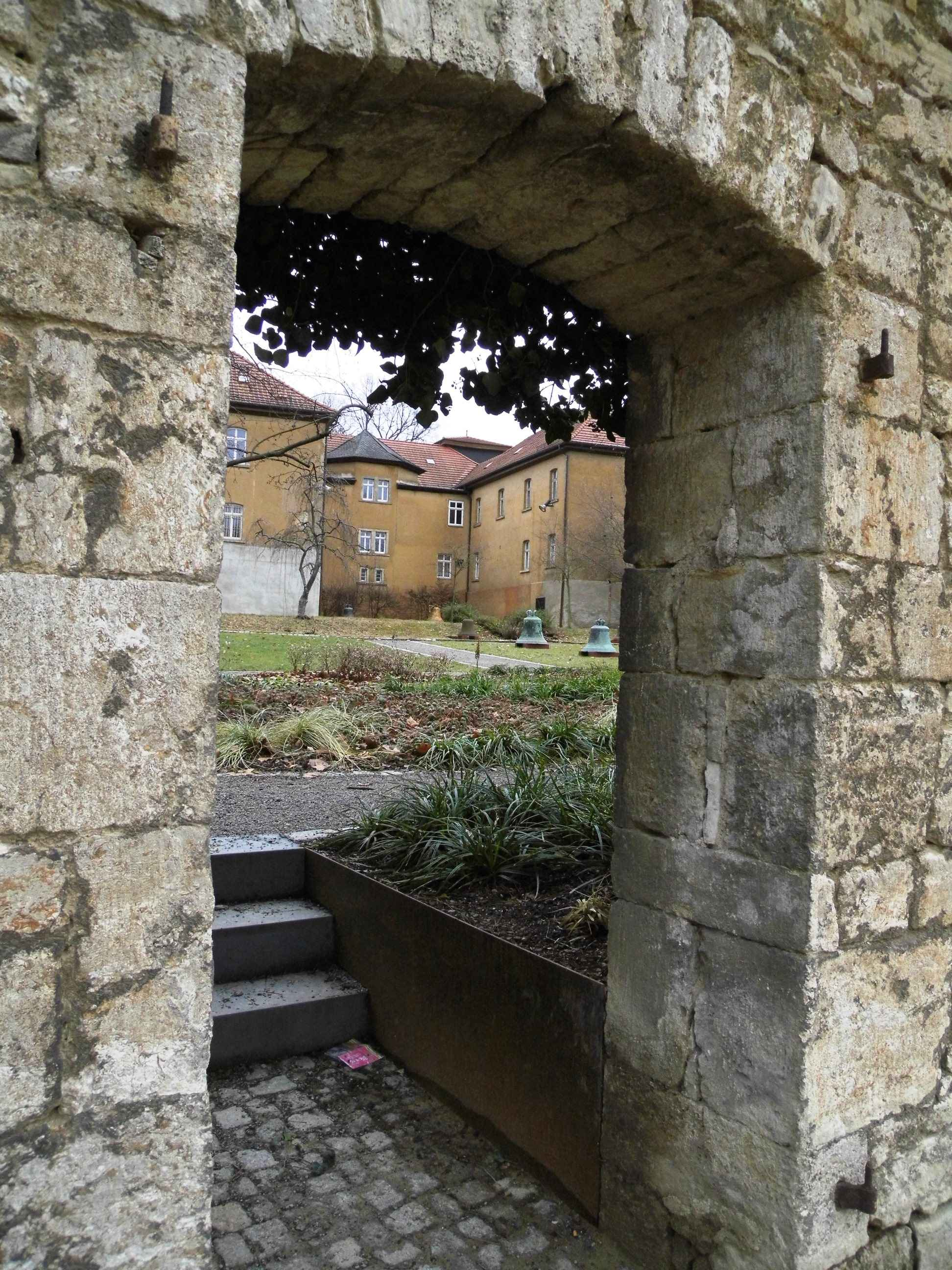
Blick in den Museumsgarten
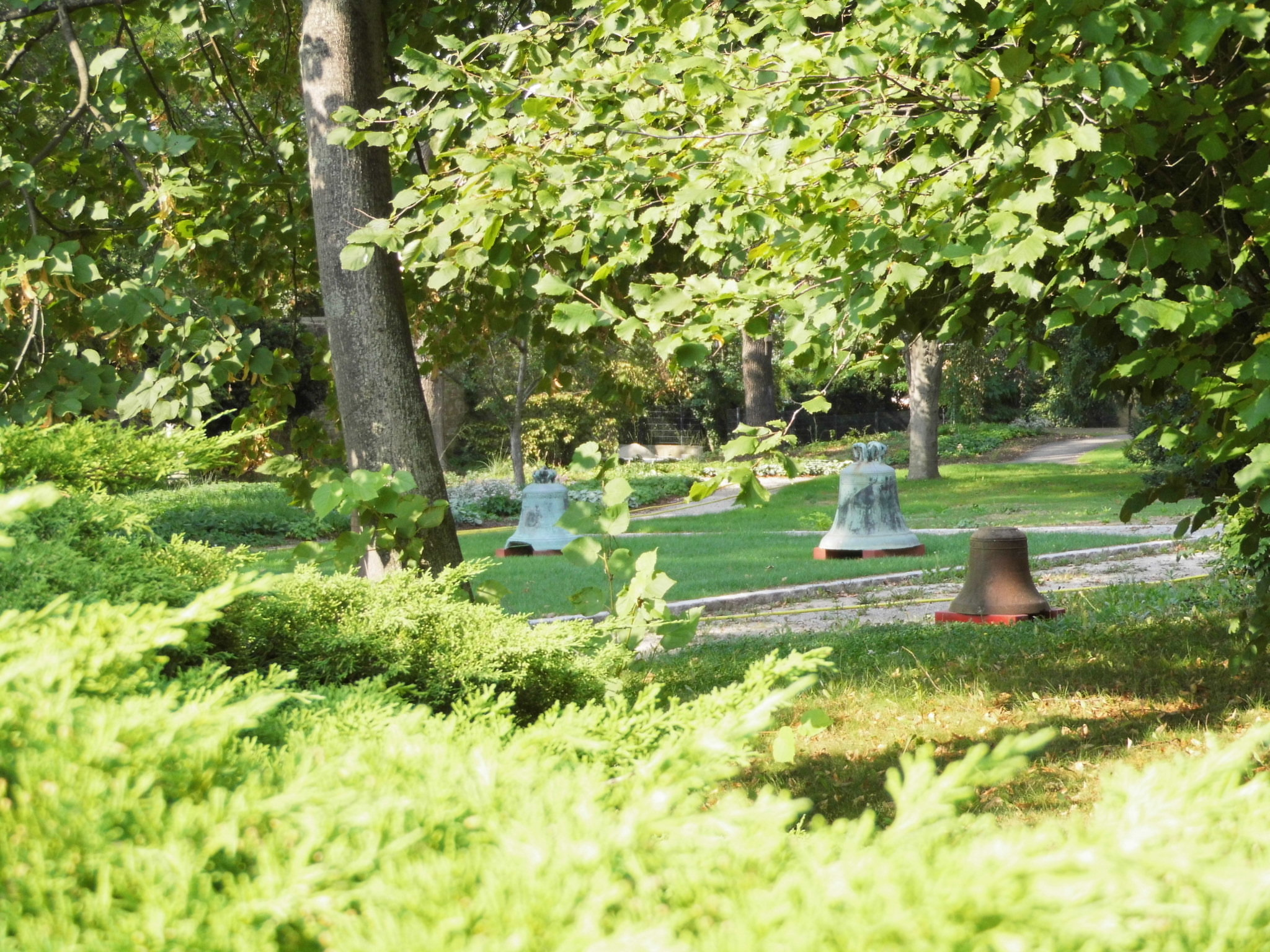
Paulinenpark mit Glocken